# Історія України (газета)
«Історія України» — українська газета для вчителів історії та правознавства. 

## Історія та опис
Засноване у 1996 році благодійним фондом «Перше вересня», видає видавництво «Шкільний світ» за сприяння НАПНУ. Виходить українською мовою 4 рази на місяць. Тираж — 3 тисяч примірників.
Крім освітянських публікацій, уміщує дослідження науковців Інституту історії України НАНУ, Київського університету, Національного університету «Києво-Могилянська академія». 
Рубрики: «Академічна наука», «Особа в історії», «Методика. Досвід», «Офіційні новини», «Дискусія», «Видатні історики», «Історичне краєзнавство», «Актуальні проблеми історичної освіти», «Громадянська освіта», «Етика». Виходить додаток «Історія України. Бібліотечка», де публікують розробки уроків та позакласних заходів, а також методичні матеріали для педагогів.
Головний редактор — Л. Черкаська (з 2007 року).